# Церњина
Церњина (слч. Cernina) насељено је мјесто са административним статусом сеоске општине (слч. obec) у округу Свидњик, у Прешовском крају, Словачка Република.

## Становништво
| Година:    | 1994. | 2004.   | 2014.   | 2024.   |
| ---------- | ----- | ------- | ------- | ------- |
| Број људи: | 605   | 588     | 586     | 573     |
| Разлика:   |       | -2,80 % | -0,34 % | -2,21 % |

| Година:    | 2023. | 2024.   |
| ---------- | ----- | ------- |
| Број људи: | 579   | 573     |
| Разлика:   |       | -1,03 % |

Према подацима о броју становника из 2024. године насеље је имало 573 становника.